# رونالد اسکوایر
رونالد اسکوایر (انگلیسی: Ronald Squire؛ ۲۵ مارس ۱۸۸۶ – ۱۶ نوامبر ۱۹۵۸) یک هنرپیشه اهل بریتانیا بود. وی بین سال‌های ۱۹۱۶ تا ۱۹۵۸ میلادی فعالیت می‌کرد.
از فیلم‌ها یا برنامه‌های تلویزیونی که وی در آن نقش داشته است می‌توان به دور دنیا در هشتاد روز، همسر دریایی، دختر عموی من ریچل و قانون و بی‌نظمی اشاره کرد.